# Триртутьлитий
Триртутьли́тий — бинарное неорганическое соединение, интерметаллид
лития и ртути
с формулой LiHg3,
кристаллы.

## Получение
- Сплавление стехиометрических количеств чистых веществ в инертной атмосфере:

{\displaystyle {\mathsf {Li+3Hg\ \xrightarrow {235^{o}C} \ LiHg_{3}}}}

## Физические свойства
Образует кристаллы гексагональной сингонии, пространственная группа P 63/mmc, параметры ячейки a = 0,6253 нм, c = 0,4804 нм, Z = 2, структура типа станнида триникеля Ni3Sn.
Соединение образуется по перитектической реакции при температуре 235÷240 °C.